# Jürgen Böttcher
Jürgen Böttcher (Frankenberg/Sachsen, 8 luglio 1931) è un regista e sceneggiatore tedesco, considerato il più importante documentarista della Germania Est.

## Biografia
Ha studiato all'accademia d'arte di Dresda e all'accademia di cinema di Babelsberg. Nel 1960 è stato messo sotto contratto dalla  Deutsche Film AG come documentarista, ma la sua opera prima, Drei von vielen, viene bloccata dalle autorità in quanto considerata "ritratto diffamatorio della classe operaia". Identica sorte ha il suo primo ed unico film di finzione, Generazione 45, bloccato in quanto "glorificazione della devianza sociale" e mostrato per a prima volta solo dopo la caduta del Muro di Berlino, nel 1990.
Dopo di ciò la casa di produzione lo confina a documentari di routine, da cui riemerge alla fine degli anni settanta con il documentario Martha (1978), che insieme ai successivi Rangierer (1984) e In Georgien (1987) lo riportano al plauso della critica internazionale. Caratteristica della sua produzione è il rifiuto delle direttive artistiche della Germania Est (Via di Bitterfeld), che invitavano ad occuparsi di esemplari paradigmatici della classe operaia, a favore del racconto di personalità più complesse, eterogenee e a volte marginali.
A partire dagli anni '90 si dedica quasi interamente alla pittura.